# 鲁本·罗斯
鲁本·罗斯（英語：Reuben Ross，1985年12月5日—），加拿大男子跳水运动员。他曾代表加拿大参加2010年英联邦运动会跳水比赛，获得一枚金牌和一枚银牌。他也曾参加2008年和2012年夏季奥林匹克运动会。